# Kauai-palila
Kauai-palila (Loxioides kikuchi) är en förhistorisk utdöd fågel i familjen finkar inom ordningen tättingar. Den var endemisk för ön Kauai i Hawaiiöarna. 

## Tidigare förekomst och utdöende
Fågeln är känd från subfossila lämningar funna i Makauwahigrottan på ön Kauais södra kust i Hawaiiöarna. Kauai-palilan var en av många endemiska fågelarter i Hawaiiöarna som påverkades starkt av miljöförändringar när polynesierna kom till ögruppen. För att skapa odlingsmark högg de ner skog och anordnade bevattning från åar och bäckar. Ekosystemet blev mycket blötare och de återstående naioträden började ruttna. Det spekuleras i att arten kan ha överlevt tills rätt nyligen, men har förbisetts under tidiga ornitologiska inventeringar. 

## Kännetecken
Kauai-palilan var större än närbesläktade palila och saknade dennas krökta näbb, vilket tyder på att den troligen levde av annan föda. Dess fjäderdräkt var troligen färggrann i rött, guld, vitt och svart.

## Familjetillhörighet
Arten tillhör en grupp med fåglar som kallas hawaiifinkar. Länge behandlades de som en egen familj. Genetiska studier visar dock att de trots ibland mycket avvikande utseende är en del av familjen finkar, närmast släkt med rosenfinkarna. Arternas ibland avvikande morfologi är en anpassning till olika ekologiska nischer i Hawaiiöarna, där andra småfåglar i stort sett saknas helt.

## Namn
Det är okänt om kauai-palilan hade ett hawaiianskt namn eftersom den verkar ha försvunnit innan européerna kom till ögruppen. Dess vetenskapliga artnamn hedrar familjen Kikuchi på Kauai, framför allt William (eller "Pila"), som hjälpte till under utgrävningarna.